# Allocosa excusor
Allocosa excusor là một loài nhện trong họ wolfspinnen (Lycosidae).
Loài này thuộc chi Allocosa. Allocosa excusor được Ludwig Carl Christian Koch miêu tả năm 1867.